# Gargara
Gargara is een geslacht van halfvleugelige insect uit de familie bochelcicaden (Membracidae).
De wetenschappelijke naam van het geslacht is voor het eerst geldig gepubliceerd in 1843 door Charles Jean-Baptiste Amyot en Jean Guillaume Audinet-Serville. Ze ontleenden de naam aan het Hebreeuws woord voor graan, gargar, omdat de afgeronde, gedrongen vorm van de cicade op een graankorrel leek.
Deze bochelcicaden hebben een gebocheld halsschild dat naar achteren verlengd is en spits uitloopt. De cicaden zijn klein, ca. 4 tot 6 mm lang. Het geslacht telt vele soorten (meer dan 180 volgens Catalogue of Life) en komt in de meeste gebieden van de wereld voor. De soort Gargara genistae komt ook in Nederland voor. Deze soort leeft vooral op planten uit de vlinderbloemenfamilie (Fabaceae), zoals de gewone brem.